# Liste der finnischen Botschafter in Tansania
Die Liste der finnischen Botschafter in Tansania listet alle Botschafter die in diplomatischer Mission in Addis Abeba uns später in Daressalam in Tansania tätig waren. 
Finnland erkannte Tanganjika am 9. Dezember 1961 an. Diplomatische Beziehungen zwischen beiden Ländern wurden am 14. Juni 1965 eingerichtet. Der erste Botschafter trat 1966 seinen Dienst an.
| Ernennung Akkreditierung | Name             | Bemerkungen | ernannt von      | akkreditiert während der Regierung von | Posten verlassen |
| ------------------------ | ---------------- | ----------- | ---------------- | -------------------------------------- | ---------------- |
| 1966                     | Henrik Blomstedt | Addis Abeba | Urho Kekkonen    | Julius Nyerere                         | 1969             |
| 1969                     | Joel Pekuri      | Addis Abeba | Urho Kekkonen    | Julius Nyerere                         | 1971             |
| 1971                     | Seppo Pietinen   | Daressalam  | Urho Kekkonen    | Julius Nyerere                         | 1973             |
| 1973                     | Martti Ahtisaari |             | Urho Kekkonen    | Julius Nyerere                         | 1977             |
| 1977                     | Richard Müller   |             | Urho Kekkonen    | Julius Nyerere                         | 1980             |
| 1980                     | Risto Kauppi     |             | Urho Kekkonen    | Julius Nyerere                         | 1983             |
| 1983                     | Ilkka Ristimäki  |             | Mauno Koivisto   | Julius Nyerere                         | 1987             |
| 1987                     | Unto Korhonen    |             | Mauno Koivisto   | Ali Hassan Mwinyi                      | 1988             |
| 1988                     | Kari Karanko     |             | Mauno Koivisto   | Ali Hassan Mwinyi                      | 1993             |
| 1994                     | Ilari Rantakari  |             | Martti Ahtisaari | Ali Hassan Mwinyi                      | 1997             |
| 1998                     | Ritva Jolkkonen  |             | Martti Ahtisaari | Benjamin William Mkapa                 | 2002             |
| 2002                     | Jorma Paukku     |             | Tarja Halonen    | Benjamin William Mkapa                 | 2007             |
| 2007                     | Juhani Toivonen  |             | Tarja Halonen    | Jakaya Kikwete                         |                  |